# 臭屁王
《臭屁王》，是1995年由朱延平執導的台灣電影，由延平影業出品、新峰影業發行。郝劭文、金城武、吳孟達主演。

## 劇情
臭屁文的爸爸娶了新妻子，他在爸爸婚禮上捉弄得新媽媽衣不蔽體，因此遭到處罰而賭氣離家出走。臭屁文遊蕩中認識了達叔並被他收養，達叔是一所高中的工友，他暗戀一名賣花的盲女小惠，一心想要幫助她卻愛莫能助。達叔任職的學校是一所全市聞名的惡校，尤其「三年八班」更是惡名昭彰。
沒人能治得了這一班，校長不得已懸賞五十萬徵求新老師。達叔本來根本不敢想，但聽說眼角膜移植恰好五十萬元，剛好可以幫小惠醫眼睛，不禁心動。臭屁文有個朋友，是「烏龍寺」的入門弟子，經由他的引薦，達叔得以向老和尚學習武功，以對付調皮搗蛋的學生們。達叔藝成出寺，應聘為導師，把三年八班學生治得服服貼貼。
三年八班的段考成績突飛猛進，校長打算發獎金給達叔。但某天放學，阿武等人因阿珍而與混混起爭執。達叔為幫他遂發功使阿武變成李小龙打得對方落花流水。豈料那混混是教育局長的兒子，校長無奈取消達叔的獎金，並把他解雇。臭屁文見達叔煩惱，便帶他回自己家偷錢。臭屁文掩護達叔逃走，自己被父親抓住。達叔帶錢逃走交給小惠當作手術費。
小惠眼睛恢復後見不到達叔，後來自己開了一間花店。某日見一男子經過門口，因為他外表樸實誤以為是乞丐。突然從聲音分辨出這就是自己的恩人，小惠感激涕零，達叔卻發現她有了男朋友，只好失望地離開。他無處可去，來到公園裡發呆之餘，突然看到臭屁文。達叔喜出望外，與臭屁文緊緊抱在一起。

## 演員
| 角色   | 演員   |
| 臭屁文 | 郝劭文 |
| 達叔   | 吳孟達 |
| 小惠   | 朱茵   |
| 阿武   | 金城武 |
| 阿珍   | 陳妤   |
| 方丈   | 劉洵   |
| 和尚   | 顧寶明 |
| 學生   | 張立威 |
| 學生   | 黃一山 |
| 老師   | 郭子乾 |
| 校長   | 陳慧樓 |
|        | 吳敏   |